# Latina (geslacht)
Latina is een geslacht van vliesvleugeligen uit de familie Eucharitidae. De wetenschappelijke naam van dit geslacht is voor het eerst geldig gepubliceerd in 2008 door Koçak & Kemal.

## Soorten
Het geslacht Latina omvat de volgende soorten:
- Latina bonariensis (Gemignani, 1947)
- Latina guriana (Heraty, 2002)
- Latina rugosa (Torréns, Heraty & Fidalgo, 2007)
- Latina vianai (Gemignani, 1947)